# 暗色彎線䲁
暗色彎線䲁（學名：Helcogramma nigra），為輻鰭魚綱䲁形目三鰭䲁科彎線䲁屬的一個種，是由Jeffrey T. Williams和Jeffrey C. Howe於2003年所描述，分布於中西太平洋巴布亞新幾內亞、萬那杜與斐濟海域，深度1至14公尺，本魚體型小呈圓柱狀，吻部短，側面鈍，眼眶上有觸鬚，上頜向後延伸至眼前緣下方，上下頜齒細而密，頸鱗缺失，雄魚的背鰭、尾鰭和臀鰭顏色較暗, 背鰭硬棘16-17枚、背鰭軟條11-13枚、臀鰭硬棘1枚、臀鰭軟條19-21枚，體長可達3.8公分，棲息在岩礁及珊瑚礁區，雌魚產附著性卵在藻類築的巢，雄魚會守護卵，幼魚為浮游性，生活習性不明。